# قانون مورفی (فیلم ۱۹۸۶)
«قانون مورفی» (انگلیسی: Murphy's Law) فیلمی در ژانر جنایی، اکشن، و مهیج به کارگردانی جی. لی تامپسون است که در سال ۱۹۸۶ منتشر شد.

## بازیگران
- چارلز برانسون
- کاتلین ویلهویت
- کری اسنادگرس
- بیل هندرسون
- لارنس تیرنی
- کریستوفر استنلی